# Parczowce
Parczowce [parˈt͡ʂɔft͡sɛ] est un village polonais de la gmina de Kuźnica dans le powiat de Sokółka et dans la voïvodie de Podlachie. Il se situe à environ 5 kilomètres au sud de Kuźnica, à 13 kilomètres au nord-est de Sokółka et à 51 kilomètres au nord-est de Białystok. 